# Humberto Teixeira
Humberto Teixeira (* 5. Januar 1915 in Iguatu, Ceará; † 3. Oktober 1979 in Rio de Janeiro), eigentlich Humberto Cavalcanti Teixeira, war ein brasilianischer Musiker, Komponist und Politiker.

## Leben
Er begann schon als Kind, sich für die Musik zu interessieren, speziell für die Instrumente Flöte und Mandoline.
In den 1930er Jahren zog er nach Rio de Janeiro mit dem Ziel, Arzt zu werden. Dort komponierte er und veröffentlichte seine Musik. Seine medizinischen Studien gab er jedoch auf, um Rechtswissenschaften zu studieren und 1943 an der Faculdade Nacional de Direito do Rio de Janeiro seinen Abschluss zu machen.
1945 traf er Luiz Gonzaga, den König des Baião. Mit ihm zusammen komponierte er eine Reihe sehr bekannter und erfolgreicher Musikstücke, beginnend mit dem Titel Baião. Daraufhin folgten Qui Nem Jiló, Baião de Dois, Assum Preto und sein populärstes Stück Asa Branca.
1954 wurde Humberto Teixeira zum Kongressabgeordneten für Ceará mit rund 12.000 Stimmen in die Abgeordnetenkammer gewählt und setzte sich seitdem in dieser Funktion für die Verbreitung der brasilianischen Musik im Ausland ein sowie für Urheberrechte (Lei Humberto Teixeira).